# تپه توره ریز تنگ پری
تپه توره ریز تنگ پری مربوط به دوران پیش از تاریخ ایران باستان است و در شهرستان دلفان، بخش کاکاوند، روستای تنگ پری سفلی واقع شده و این اثر در تاریخ ۲۳ بهمن ۱۳۸۰ با شمارهٔ ثبت ۴۷۷۸ به‌عنوان یکی از آثار ملی ایران به ثبت رسیده است.